# Zakk Wylde
Zakk Wylde (født Jeffrey Phillip Wielandt; 14. januar 1967 i Jersey City, New Jersey, USA) er en amerikansk musiker. Han er bedst kendt for at spille leadguitar med Ozzy Osbourne, såvel som Black Label Society, hans egen gruppe, som ofte er en del af Ozzfest koncerterne. Wylde kan også høres på Damageplans første (og hidtil eneste) album (sammen med den afdøde Dimebag Darrell), Derek Sherinans Black Utopia (sammen med Yngwie Malmsteen) og på sit eget solo-album, Book of Shadows.
Wylde blev guitarist for Ozzy Osbourne i 1987, da Osbourne var til en privat fest, hvor Zakk Wylde optrådte. Osbourne syntes om Wyldes stil, der mindede om Osbournes tidliger guitarist Jake E. Lee.
Wylde sendte et demo-bånd til Ozzy, som hyrede den dengang 19-årige guitarist. Wyldes første album med Ozzy Osbourne var No Rest For The Wicked i 1989.
Zakk Wyldes teknik er karakteriseret ved brug af blues skalaer, højt tempo og brug af distortion. Han spiller også mange rytmedele i en countrystil, som er meget sjældent set indenfor heavy metal.